# Sua Majestade Britânica
Sua Majestade Britânica (abreviado como SMB) é uma variação do tratamento de Majestade, sendo usada desde 1707 (com o Tratado de União) para se referir aos monarcas britânicos (reis da Grã-Bretanha e posteriormente, a partir de 1800, do Reino Unido).
No século XIX, virou sinônimo do poderio britânico no mundo, usado na diplomacia e em tratados. Este tratamento por conter um adjetivo que não se refere a qualquer patamar de nobreza, mas sim a uma nacionalidade é inferior ao tratamento puro de Majestade, e também, por exemplo, a variação de Majestade Sereníssima.

## Exemplos de uso do tratamento
Em um passaporte britânico, o tratamento é usado para se referir ao monarca, na qualidade de chefe de estado do Reino Unido. Em tratados internacionais e também na diplomacia, que se faz sempre em nome do soberano, se usa também o mesmo estilo de "Sua Majestade Britânica", como se pode ver na designação das embaixadas daquele reino.